# Лапсенберга, Иева Интовна
Иева Интовна Лапсенберга (латыш. Ieva Lapsenberga; 20 сентября 1899 года, Лифляндская губерния — 12 марта 1985 года, Салдус, Латвийская ССР) — доярка колхоза «Большевик» Салдусского района Латвийской ССР. Герой Социалистического Труда (1966).

## Биография
Родилась в 1899 году в бедной крестьянской семье в одном из сельских населённых пунктов Лифляндской губернии. Окончила начальную приходскую школу. Трудовую деятельность начала подростком. Трудилась пастухом, потом — по найму в сельском хозяйстве. В 1949 году вступила в колхоз «Большевик» (позднее — «Друва») Салдусского района. Работала рядовой колхозницей, затем — дояркой на молочно-товарной ферме.
Во время Семилетки (1959—1965) достигла стопроцентной сохранности телят и получала высокие надои от 12 закреплённых за ней коров. Заняла передовые места в республиканском социалистическом соревновании среди доярок. Указом Президиума Верховного Совета СССР от 22 марта 1966 года удостоена звания Героя Социалистического Труда «за достигнутые успехи в развитии животноводства, увеличении производства и заготовок молока» с вручением ордена Ленина и золотой медали Серп и Молот.
Начиная с 1958 года неоднократно участвовала во Всесоюзных выставках ВДНХ и ВСХВ.
После выхода на пенсию в 1966 году проживала в Салдусе. Пенсионер союзного значения. Скончалась в марте 1985 года.